# Nicola Lombardi
Nicola Lombardi (Ferrara, 1965) è uno scrittore italiano.

## Biografia
Ha pubblicato la prima raccolta di racconti del terrore, Ombre, nel 1989. Si è stabilito per alcuni anni a Roma, dove ha fatto parte del movimento letterario Neo Noir. Ha scritto per la casa editrice Newton & Compton le novelization dei film di Dario Argento Profondo rosso e Suspiria.
Ha collaborato col mensile di cultura fantastica Mystero, diretto da Luigi Cozzi. Per le edizioni romane Profondo Rosso traduce testi di saggistica e di narrativa. Nel 2010 per Edizioni XII ha pubblicato il romanzo I Ragni Zingari (con il quale nel 2013 ha vinto il Premio Polidori) e in seguito ha scritto Madre nera (Crac 2013), La notte chiama (Delos 2015, con Luigi Boccia) e La Cisterna per Dunwich Edizioni nel 2015. Dal 2012 è membro dell'Horror Writers Association.
Nel 2017 l'edizione inglese di La Cisterna (The Tank) è stata selezionata tra i Preliminary Ballot del Premio Bram Stoker ossia la lista delle dieci opere segnalate dai membri della Horror Writers Association che sono eleggibili per le nomination finali.
Per il mercato italiano ha tradotto opere di diversi autori angloamericani, tra cui Jack Ketchum, Charlee Jacobs, Lee Murray, Ramsey Campbell, Nicole Cuching, Edward Lee, Frank Belknap Long, Seabury Quinn.
Nel 2020 è finalista al Premio Tedeschi Mondadori con il romanzo Strigarium, scritto con Luigi Boccia.
Nel 2021 la casa editrice inglese Tartarus pubblica la sua raccolta The Gypsy Spiders and Other Tales of Italian Horror.
Numerosi i suoi racconti pubblicati all'estero, tra cui collaborazioni con Ramsey Campbell e Lee Murray.

## Opere

### Narrativa
- Ombre, 17 racconti del terrore (Arstudio, 1989), racconti
- I Racconti della Piccola Bottega degli Orrori (Mondo Ignoto, 2002), racconti
- La Fiera della Paura (Mondo Ignoto, 2004), racconti
- Striges - Da dove vengono le ombre e altri racconti (Robin Edizioni, 2005), racconti
- I Ragni Zingari (Edizioni XII, 2010), romanzo
- La Notte Chiama - e altre storie (con Luigi Boccia) (Dark House Edizioni, 2011), romanzo e racconti
- Madre Nera (Crac Edizioni, 2013 - Dunwich Edizioni, 2019 - Weird Book, 2023), romanzo
- La Cisterna (Dunwich Edizioni, 2015 - ILP, 2022), romanzo
- The Tank (Dunwich Edizioni, 2016, (e-book)
- La Notte Chiama (con Luigi Boccia) (Delos Digital Edizioni, 2015, e-book - Weird Book, 2021), romanzo
- Il letto rosso (ILP, 2018), novella
- Iperborea-Oscuri canti (Italian Sword&Sorcery, 2019, e-book - Saga Edizioni, 2023), racconti.
- Anime urlanti (Watson Edizioni, 2019 - Delos Digital, 2022, e-book), racconti
- La Piccola Bottega degli Orrori (Profondo Rosso, nuova edizione aggiornata 2020), racconti
- Bizarre Sorcery (Delos Digital, 2021), racconti
- The Gypsy Spiders and Other Tales of Italian Horror (Tartarus Press, 2021), romanzo + 8 racconti in lingua inglese
- Strigarium-I delitti del noce (con Luigi Boccia) (Mondadori, 2022, collana Il Giallo Mondadori), romanzo
- La Casa delle Scolopendre e altri inferni (Weird Book, 2022), racconti
- Le mie prime ombre 1983-1993 (e-book KDP Amazon, 2022), racconti
- Nostra Signora del Martirio e altre follie (Weird Book, 2024), racconti
- L'Incisore (con Luigi Boccia) (Newton Compton, 2025), romanzo

### Racconti (parziale)
- Il tesoro in Neo Noir (Il Minotauro, 1994)
- Profondo Rosso in Profondo Thrilling (Newton & Compton, 1994), adattamento narrativo
- Vento d'autunno in Storie di Streghe (Newton & Compton, 1996)
- Suspiria in Terrore Profondo (Newton & Compton, 1997), adattamento narrativo
- Il Diavolo allo specchio in Storie di Diavoli (Newton & Compton, 1997)
- Grossi problemi per Mr. Heine in Cuore di Pulp (Stampa Alternativa, 1997
- Il dono degli dei in Storie di Mummie (Newton & Compton, 1998)
- Compagni di viaggio in Storie dell'orrore (Newton & Compton, 1999)
- Prove di coraggio in Bambini Assassini (Stampa Alternativa, 2000)
- Fuori è buio in Grande macello (Stampa Alternativa, 2000)
- I buoni e i cattivi in L'orrore della guerra (Datanews, 2003)
- Bevi, fratello mio in La Sete (Coniglio Editore, 2009)I Burattini di Mastr'Aligi (Nero Press, 2014, e-book), racconto
- The Pale witches of autumn in The worlds of science fiction, fantasy and horror vol.2 (2017)
- Tre secondi in Best Italian Horror Flash Fiction (ILP, 2017)
- La Sanguigna in I Signori della Notte (Morellini, 2018)
- Le Pie Madri in 24 a mezzanotte (Milena Editore, 2019)
- La casa delle scolopendre in Strane visioni 2 (Hypnos Edizioni, 2019)
- Il Circolo Magritte (Delos Digital, 2020)
- Agenzia K.T.S. (Delos Digital, 2021)
- Sherlock Holmes e la compagna di Moxon (Delos Digital, 2021)

### Traduzioni
- Lovecraft e le ombre di Frank Belknap Long (Profondo Rosso, 2010), saggio
- Edipo e Akhenaton di Immanuel Velikovski (Profondo Rosso, 2014), saggio
- La Sposa del Diavolo di Seabury Quinn (Profondo Rosso, 2015), romanzo
- I Giorni della Bestia di Charlee Jacob (Independent Legions Publishing, 2016), racconti
- Sentieri di Sangue di Jack Ketchum (Independent Legions Publishing, 2016), romanzo breve
- Mister Suicidio di Nicole Cushing (Independent Legions Publishing, 2017), romanzo
- Header-Caccia alle teste di Edward Lee (Independent Legions Publishing, 2017), novella
- Weird Tales-Le porte dell'inferno di Seabury Quinn (Profondo Rosso, 2017), racconti
- Splatterpunk (ILP, 2018), racconti
- Grotesque - Storie di mostri di Lee Murray (Weird Book, 2023), antologia

### Saggistica  (parziale)
- Il cinema alchemico e demoniaco in Terrore Profondo (Newton & Compton, 1997)
- Ancora a proposito di Vlad l'Impalatore in Dracula e i vampiri (Profondo Rosso, 2007)